# 영동향교
영동향교(永同鄕校)는 대한민국 충청북도 영동군 영동읍 부용리에 있는 조선시대의 향교이다. 1980년 1월 4일 충청북도의 유형문화재 제99호로 지정되었다.

## 개요
조선 선조(1567∼1608) 때 훌륭한 유학자의 위패를 모시고 제사하며 지방민의 유학교육과 교화를 위하여 영동지방에 세운 관학기관이다. 임진왜란(1592)으로 불타 없어진 것을 현종 1년(1660) 옛 읍성 안에 복원하였다. 숙종 2년(1676)에 구교동으로 옮겼다가 영조 30년(1754)에 다시 지금의 위치로 옮겨지었다.
강학공간인 명륜당을 앞에 두고 제향공간인 대성전을 뒤에 배치한 전학후묘의 형태를 이루고 있다. 공자를 비롯하여 중국과 한국 유학자의 위패를 모신 대성전과 학생들이 모여 공부하는 강당인 명륜당이 남아있다.
조선시대에는 나라로부터 토지와 노비·책 등을 지급 받아 운영하였다. 지금은 교육적 기능은 없어지고 제사의 기능만 남아있다.

## 참고 자료
- 영동향교 - 국가유산청 국가유산포털